# 위너 공간
확률론에서 위너 공간(Wiener空間, 영어: Wiener space) 또는 추상 위너 공간(抽象Wiener空間, 영어: abstract Wiener space)은 일종의 “정규 분포”에 해당하는 확률 측도를 갖춘, 무한 차원일 수 있는 바나흐 공간이다.:§1.1 일반적으로, 르베그 측도의 일반화는 무한 차원에서 존재하지 않으며, 또한 힐베르트 공간 위의 가우스 분포 역시 무한 차원에서는 존재하지 않는다. (이러한 “측도”는 유한 가법 측도로 구성할 수 있으나, 가산 무한 가법성이 일반적으로 성립하지 않는다.) 그러나 힐베르트 공간을 내적과 다른 어떤 특별한 노름으로 완비화하면, 이렇게 하여 얻는 바나흐 공간 위에 가우스 분포의 확률 측도를 정의할 수 있으며, 위너 공간은 이러한 구성이 가능한 바나흐 공간을 일컫는다.

## 정의
위너 공간의 개념은 두 가지로 정의될 수 있다.
- 위너 공간은 그 측도의 푸리에 변환이 가우스 함수를 이룬다는 조건으로 추상적으로 정의할 수 있다.
- 위너 공간은 힐베르트 공간으로부터 구체적으로 정의할 수 있다.

이 두 정의는 서로 동치이다.

### 푸리에 변환을 통한 정의
다음과 같은 데이터가 주어졌다고 하자.
- 분해 가능 실수 바나흐 공간 {\displaystyle E}
- {\displaystyle E}의 보렐 시그마 대수 위의 확률 측도 {\displaystyle \mu }
- 분해 가능 실수 힐베르트 공간 {\displaystyle (H,\langle |\rangle )}
- 단사 연속 실수 선형 변환 {\displaystyle \iota \colon H\hookrightarrow E}. (이는 등거리 변환일 필요가 없다.) 또한, 그 상이 조밀 집합이라고 하자.

그렇다면, {\displaystyle H\subseteq E}이므로
{\displaystyle E^{*}\subseteq H^{*}=H}
이며, {\displaystyle E^{*}}는 {\displaystyle H}의 조밀 집합을 이룬다. (여기서 {\displaystyle (-)^{*}}는 연속 쌍대 공간을 뜻한다.)
만약
{\displaystyle \int _{E}\exp(\mathrm {i} \langle \lambda |x\rangle )\,\mathrm {d} \mu (x)=\exp \left(-{\frac {\langle \lambda |\lambda \rangle _{H}}{2}}\right)\qquad \forall \lambda \in E^{*}\subseteq H}
라면, {\displaystyle (E,\mu ,H)}가 위너 공간이라고 한다.

### 구체적 정의
위너 공간의 개념은 힐베르트 공간으로부터 보다 구체적으로 정의될 수 있다.
분해 가능 실수 힐베르트 공간 {\displaystyle H} 위의 기둥 집합의 족 {\displaystyle \operatorname {Cyl} (H)} 위에, 다음과 같은 유한 가법 측도를 정의할 수 있다.
{\displaystyle \nu \colon \operatorname {Cyl} (H)\to [0,1]}
{\displaystyle \nu \colon P^{-1}(S)\mapsto (2\pi )^{n/2}\int _{S}\exp(-x^{2}/2)\,\mathrm {d} ^{n}x\qquad (P\colon H\to \mathbb {R} ^{n},\;S\in \operatorname {Borel} (\mathbb {R} ^{n}))}
특히,
{\displaystyle \nu (H)=1}
{\displaystyle \nu (\varnothing )=0}
이다. 그러나 이는 가산 무한 가법성을 충족시키지 못해, 측도를 이루지 못한다. 즉, 이는 {\displaystyle \sigma (\operatorname {Cyl} (H))=\operatorname {Borel} (H)} 위의 (가산 가법) 측도의 제한이 아니다. 이를 {\displaystyle H} 위의 기둥 집합 측도(영어: cylinder-set measure)라고 한다.
{\displaystyle H} 위의 (내적 노름과 다를 수 있는) 노름 {\displaystyle \|-\|}이 주어졌다고 하자. 만약 다음 조건을 만족시키는 유한 차원 부분 공간들의 열
{\displaystyle V_{1}\leq V_{2}\leq \dotsb \leq H}
이 존재한다면, 이를 가측 노름(영어: measurable norm)이라고 한다.
임의의 유한 차원 부분 공간 {\displaystyle W\subseteq H}에 대하여, 만약 {\displaystyle W\perp V_{n}}이라면, {\displaystyle \nu (\{x\in H\colon \|\operatorname {proj} _{W}x\|>2^{-n}\})<2^{-n}}이다.
{\displaystyle H}의, 어떤 가측 노름 {\displaystyle \|-\|}에 대한 완비화인 바나흐 공간
{\displaystyle H\subseteq E}
가 주어졌다고 하자. {\displaystyle B^{*}\subseteq H^{*}\cong H}이므로,
{\displaystyle \{H\cap C\colon C\in \operatorname {Cyl} (E)\}\subseteq \operatorname {Cyl} (H)}
이다.
그렇다면, {\displaystyle E}의 기둥 집합의 족 {\displaystyle \operatorname {Cyl} (E)} 위에 다음과 같은 측도를 정의할 수 있다.
{\displaystyle \nu \colon \operatorname {Cyl} (E)\to [0,1]}
{\displaystyle \nu \colon \phi ^{-1}(S)\mapsto \nu (H\cap \phi ^{-1}(S))\qquad \forall \phi \colon B\to \mathbb {R} ^{n}}
이는 {\displaystyle \operatorname {Cyl} (E)}로 생성되는 시그마 대수
{\displaystyle \sigma (\operatorname {Cyl} (E))=\operatorname {Borel} (E)}
위에 가산 가법으로 유일하게 확장될 수 있다. 즉, 이는 가측 공간 {\displaystyle (E,\operatorname {Borel} (E))} 위의 확률 측도를 이룬다. 그렇다면, {\displaystyle (E,H,\mu )}를 위너 공간이라고 한다.

## 성질
위너 공간 {\displaystyle (E,\mu ,H)}가 주어졌다고 하자. 임의의 유계 범함수 {\displaystyle \phi \in E^{*}}에 대하여, {\displaystyle \mathbb {R} } 위의 측도 {\displaystyle \phi _{*}\mu }의 분포 함수는 평균이 0인 {\displaystyle \mathbb {R} } 위의 정규 분포에 비례한다. 즉, 다음과 같은 꼴이다.
{\displaystyle \mu (\phi ^{-1}(S))=\int _{S}C\exp(-x^{2}/2\sigma ^{2}),\mathrm {d} x\,\qquad (C\geq 0,\;\sigma ^{2}>0)}
또한, 만약 {\displaystyle \phi \neq 0}라면, {\displaystyle C>0}이다.

### 존재
임의의 분해 가능 바나흐 공간 {\displaystyle E}에 대하여, 그 위의 위너 공간 구조 {\displaystyle (\mu ,H)}가 적어도 하나 이상 존재한다.:Theorem 4.47

### 페일리-위너 적분
위너 공간 {\displaystyle (E,\mu ,H)}이 주어졌다고 하자. 그렇다면,
{\displaystyle E^{*}\subseteq H\subseteq E}
가 성립한다. 또한,
{\displaystyle E^{*}\subseteq \operatorname {L} ^{2}(E,\mu ;\mathbb {R} )}
임을 보일 수 있으며, 다음이 성립한다.
{\displaystyle \|\phi \|_{\operatorname {L} ^{2}(E,\mu ;\mathbb {R} )}={\sqrt {\langle \phi |\phi \rangle _{H}}}}
다시 말해, 등거리 변환인 선형 변환
{\displaystyle E^{*}\to \operatorname {L} ^{2}(E,\mu ;\mathbb {R} )}
이 존재한다. {\displaystyle E^{*}}는 {\displaystyle H}의 조밀 집합이므로, 이를 {\displaystyle H} 전체로 확장할 수 있다. 즉, 등거리 변환인 단사 선형 변환
{\displaystyle I\colon H\to \operatorname {L} ^{2}(E,\mu ;\mathbb {R} )}
이 존재한다. 이를 페일리-위너 사상(영어: Paley–Wiener map)이라고 한다. 이에 따라서, 임의의 {\displaystyle h\in H} 및 {\displaystyle x\in E}에 대하여
{\displaystyle I_{h}(x)\in \mathbb {R} }
를 정의할 수 있다. 이를 페일리-위너 적분(영어: Paley–Wiener integral)이라고 한다.

### 캐머런-마틴 정리
위너 공간 {\displaystyle (E,\mu ,H)} 및 {\displaystyle h\in H}에 대하여, 다음을 정의하자.
{\displaystyle (+h)\colon E\to E}
{\displaystyle (+h)\colon x\mapsto x+h}
그렇다면, {\displaystyle E} 위의 보렐 확률 측도
{\displaystyle \mu _{h}=(+h)_{*}\mu \colon \operatorname {Borel} (E)\to [0,1]}
를 정의할 수 있다. 이 경우, 라돈-니코딤 도함수
{\displaystyle {\frac {\mathrm {d} \mu _{h}}{\mathrm {d} \mu }}}
는 다음과 같다.
{\displaystyle {\frac {\mathrm {d} \mu _{h}}{\mathrm {d} \mu }}=\exp \left(I_{h}(x))-{\frac {1}{2}}\langle h|h\rangle \right)}
여기서 {\displaystyle I_{h}(x)}는 페일리-위너 적분이다. 이를 캐머런-마틴 정리(영어: Cameron–Martin theorem)라고 한다.

## 연산
두 위너 공간 {\displaystyle (E,\mu ,H)}, {\displaystyle (E',\mu ',H')}가 주어졌을 때,
{\displaystyle (E\oplus E',H\oplus H')} 위에 다음 조건으로 결정되는 위너 공간 구조가 존재한다.
{\displaystyle \mu (S\times S')=\mu _{E}(S)\mu _{E'}(S')\qquad \forall S\in \operatorname {Borel} (E),\;S'\in \operatorname {Borel} (E')}

## 예
만약 {\displaystyle H}가 유클리드 공간(즉, 유한 차원 힐베르트 공간)이며, {\displaystyle H=E}라고 하자. 이 경우, {\displaystyle H} 위의 위너 공간 구조의 개념은 {\displaystyle H} 위의, 평균이 0인 정규 분포와 같다.

### 고전 위너 공간
다음과 같은 바나흐 공간을 생각하자.
{\displaystyle {\mathcal {C}}_{0}^{0}([0,T],\mathbb {R} ^{n})=\{f\in {\mathcal {C}}^{0}([0,T],\mathbb {R} ^{n})\colon f(0)=0\}}
{\displaystyle \|f\|_{{\mathcal {C}}_{0}^{0}([0,T],\mathbb {R} ^{n})}=\max _{[0,T]}\|f\|_{\mathbb {R} ^{n}}}
그렇다면, 그 속에 다음과 같은 부분 공간을 정의할 수 있다.
{\displaystyle \operatorname {W} _{0}^{1,2}\left([0,T],\mathbb {R} ^{n}\right)=\operatorname {W} ^{1,2}([0,T],\mathbb {R} ^{n})\cap {\mathcal {C}}_{0}^{0}([0,T],\mathbb {R} ^{n})=\{f\in {\mathcal {C}}_{0}^{0}([0,T],\mathbb {R} ^{n}),\;\mathrm {d} f/\mathrm {d} t\in \operatorname {L} ^{2}([0,T],\mathbb {R} ^{n})\}}
여기서 {\displaystyle \operatorname {W} ^{1,2}(-)}는 소볼레프 공간이다. 즉, 이 부분 공간의 원소는 거의 어디서나 1차 도함수를 가지며, 그 1차 도함수는 르베그 공간 {\displaystyle \operatorname {W} _{0}^{1,2}([0,T],\mathbb {R} ^{2})}의 원소이다. (도함수의 L2 노름의 제곱은 에너지라고 하며, 따라서 {\displaystyle \operatorname {L} _{0}^{2,1}}의 원소는 유한 에너지 경로(영어: finite-energy path)라고 한다.)
이는 조밀 집합이며, 그 위에 다음과 같은 힐베르트 공간 구조를 줄 수 있다.
{\displaystyle \langle f,g\rangle _{\operatorname {L} _{0}^{2,1}\left([0,1],\mathbb {R} ^{n}\right)}=\int _{0}^{T}\langle {\dot {f}}(t),{\dot {g}}(t)\rangle _{\mathbb {R} ^{n}}\,\mathrm {d} t}
이제, 임의의 확률 공간 {\displaystyle \Omega } 및 위너 과정
{\displaystyle (W_{t}\colon \Omega \to \mathbb {R} ^{n})_{t\in [0,T]}}
을 생각하자. {\displaystyle W}의 궤적은 거의 확실하게 연속 함수이므로, 그 궤적들의 확률 분포는 {\displaystyle {\mathcal {C}}_{0}([0,T],\mathbb {R} ^{n})} 위의 측도를 정의한다. 즉, 임의의 보렐 집합 {\displaystyle S\subseteq {\mathcal {C}}_{0}^{0}([0,T],\mathbb {R} ^{n})}에 대하여,
{\displaystyle \mu (S)=\Pr(W\in S)}
로 놓는다.
그렇다면, {\displaystyle ({\mathcal {C}}_{0}^{0}([0,T],\mathbb {R} ^{n}),\mu ,\operatorname {L} _{0}^{2,1}\left([0,1],\mathbb {R} ^{n}\right))}는 위너 공간을 이룬다. 이를 고전 위너 공간(古典Wiener空間, 영어: classical Wiener space)이라고 한다.

### 브라운 다리
원을
{\displaystyle \mathbb {S} ^{1}=[0,1]/(0\sim 1)}
로 정의하자.
L∞ 노름을 가진, 초가 값이 주어진 주기 함수들의 바나흐 공간
{\displaystyle E={\mathcal {C}}_{0}^{0}(\mathbb {S} ^{1},\mathbb {R} ^{n})=\{f\in {\mathcal {C}}^{0}(\mathbb {S} ^{1},\mathbb {R} ^{n})\colon f(0)=f(1)=0\}}
을 생각하자. 이 위에, 부분 공간
{\displaystyle H=\operatorname {W} _{0}^{1,2}(\mathbb {S} ^{1},\mathbb {R} ^{n})=\operatorname {W} ^{1,2}(\mathbb {S} ^{1},\mathbb {R} ^{n})\cap E}
을 생각하자. 이는 내적
{\displaystyle \langle f,g\rangle =\oint {\dot {f}}{\dot {g}}}
에 의하여 힐베르트 공간을 이룬다.
{\displaystyle E} 위에, 확률 과정
{\displaystyle X_{t}=W_{t}-tW_{1}}
의 법칙으로 주어지는 확률 측도를 부여하자. 여기서 {\displaystyle W_{t}}는 위너 과정이다. 그렇다면, {\displaystyle (E,H)}는 위너 공간을 이룬다.:§4.4

### 힐베르트 공간 위의 위너 공간 구조
분해 가능 힐베르트 공간 {\displaystyle H} 및 에르미트 양의 정부호 힐베르트-슈미트 작용소 {\displaystyle A\colon H\to H}가 주어졌다고 하자. 그렇다면, 노름
{\displaystyle \|x\|_{A}=\langle Ax|Ax\rangle _{H}}
을 정의할 수 있다. 이는 가측 노름임을 보일 수 있으며, 이렇게 하여 정의된 위너 공간 {\displaystyle (E,\mu ,H)}에서 {\displaystyle E} 역시 힐베르트 공간을 이룬다.:Corollary 4.62 반대로, 임의의 위너 공간 {\displaystyle (E,\mu ,H)}에서 {\displaystyle E}가 힐베르트 공간이라면, 이는 항상 위와 같은 꼴로 표현된다.:Corollary 4.62

## 역사
고전 위너 공간은 노버트 위너가 최초로 구성하였다. 이후 레너드 그로스(영어: Leonard Gross)가 (추상적) 위너 공간의 개념을 도입하였다.
페일리-위너 적분은 레이먼드 에드워드 앨런 크리스토퍼 페일리(영어: Raymond Edward Alan Christopher Paley, 1907〜1933)와 노버트 위너의 이름을 땄다.
캐머런-마틴 정리는 로버트 호턴 캐머런(영어: Robert Horton Cameron, 1908〜1989)과 윌리엄 테드 마틴(영어: William Ted Martin, 1911〜2004)이 증명하였다.

## 참고 문헌
1. ↑  Bell, Denis R. (1987). 《The Malliavin calculus》. Pitman Monographs and Surveys in Pure and Applied Mathematics (영어) 34. John Wiley. ISBN 0-582-99486-1. MR 2250060.
2. ↑  Eldredge, Nathan (2016). “Analysis and probability on infinite-dimensional spaces”. arXiv:1607.03591.
3. ↑  Gross, Leonard (1967). 〈Abstract Wiener spaces〉 (PDF).   Le Cam, Lucien M.; Neyman, Jerzy. 《Proceedings of the Fifth Berkeley Symposium on Mathematical Statistics and Probability. Volume Ⅱ. Part Ⅰ. Contributions to probability theory》 (영어). University of California Press. 31–42쪽. MR 212152.[깨진 링크(과거 내용 찾기)]